# Austropyrgus bunyaensis
Austropyrgus bunyaensis е вид коремоного от семейство Hydrobiidae.

## Разпространение
Видът е разпространен в Австралия (Куинсланд).